# Robert Mark Pipta
Robert Mark Pipta (Anaheim, 1967. április 7. –) ukrán-amerikai görögkatolikus szerzetes parmai görögkatolikus püspök (Parma (Ohio), Amerikai Egyesült Államok). Korábban a Pennsylvania állambeli Pittsburgh-ben működő Bizánci Katolikus Szent Cirill és Metód Szeminárium rektora volt.

## Élete
1967. április 7-én született a kaliforniai Anaheimben. 1985 és 1990 között az irvine-i Kaliforniai Egyetemen tanult, művészetre és zenére specializálódott. Ezt követően a pittsburghi Bizánci Katolikus Szent Cirill és Metód Szemináriumban tanult, majd 1994-ben szentelte pappá George Martin Kuzma. Kuzma plébánosa volt felszentelése után. A Főnixi oltalmazó Szűz Mária ruszin egyházmegyébe került. 2014-ben a szeminárium rektorává nevezték ki.

## Püspöki pályafutása
2023. augusztus 31-én kinevezték a Parmai ruszin görögkatolikus egyházmegye élére. 2023. november 8-án szentelték püspökké.

## Fordítás
Ez a szócikk részben vagy egészben  a   Robert Mark Pipta című angol Wikipédia-szócikk fordításán alapul.  Az eredeti cikk szerkesztőit annak laptörténete sorolja fel. Ez a jelzés csupán a megfogalmazás eredetét és a szerzői jogokat jelzi, nem szolgál a cikkben szereplő információk forrásmegjelöléseként.